# Unité hospitalière sécurisée interrégionale
Ne doit pas être confondu avec Unité hospitalière spécialement aménagée.
Une unité hospitalière sécurisée interrégionale (UHSI) est une unité prenant en charge les hospitalisations programmées de plus de 48 heures des personnes détenues au sein d'un établissement public de santé français. 
Pour les autres hospitalisations (urgentes ou de moins de 48 heures), les personnes détenues sont accueillies dans les établissements publics de santé situés à proximité des établissements pénitentiaires où elles sont incarcérées. 
Ces unités sont sécurisées par les forces de sécurité intérieure (surveillance du bâtiment, des accès et mouvements des personnes détenues dans l'hôpital) et par des agents de l'administration pénitentiaire qui surveillent l'intérieur de l'unité.
Les unités hospitalières sécurisées interrégionales permettent aux personnes détenues de bénéficier de tous les soins nécessaires, en ayant accès à l'ensemble du plateau technique de l'hôpital où elles sont implantées. Les durées de séjour y sont toutefois plus longues que dans les autres services hospitaliers, en raison notamment de l'état de santé souvent dégradé des personnes détenues, des conditions de détention qui ne permettent pas d'assurer la suite des soins dans des conditions satisfaisantes et des contraintes liées aux escortes, parfois lentes à organiser.[réf. nécessaire]

## Liste des unités hospitalières sécurisées interrégionales
Huit unités hospitalières sécurisées interrégionales sont réparties sur l'ensemble du territoire français :
- Centre hospitalier universitaire de Bordeaux ;
- Centre hospitalier régional universitaire de Lille ;
- Hospices civils de Lyon ;
- Assistance publique - Hôpitaux de Marseille ;
- Centre hospitalier régional universitaire de Nancy ;
- Paris et sa région : Hôpital de la Salpêtrière et centre hospitalier sud francilien (Évry, Essonne) ;
- Centre hospitalier universitaire de Rennes ;
- Centre hospitalier universitaire de Toulouse.